# Diocesi di Pamiers

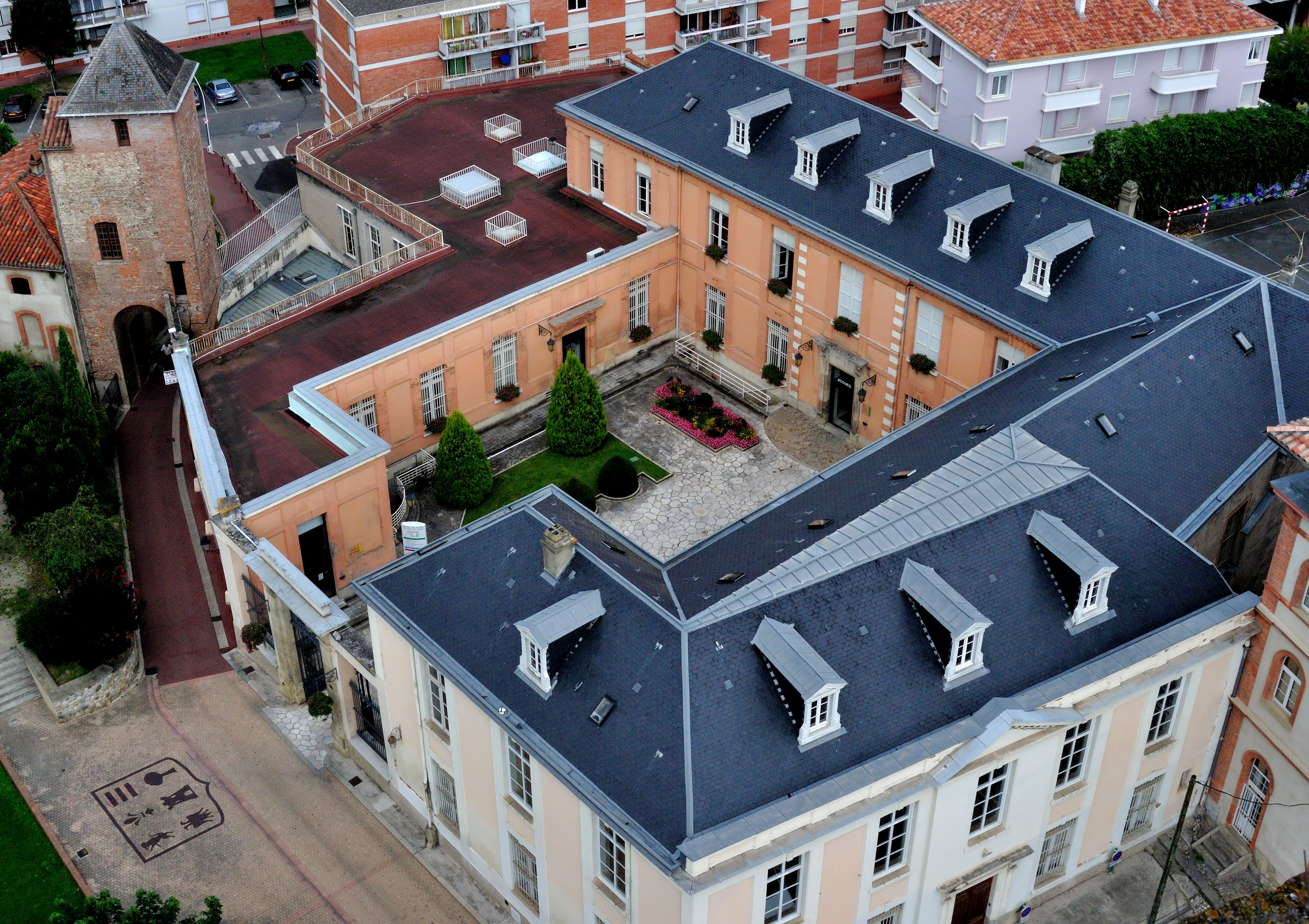
L'ex palazzo episcopale di Pamiers, visto dal campanile della cattedrale, è oggi sede del comune.

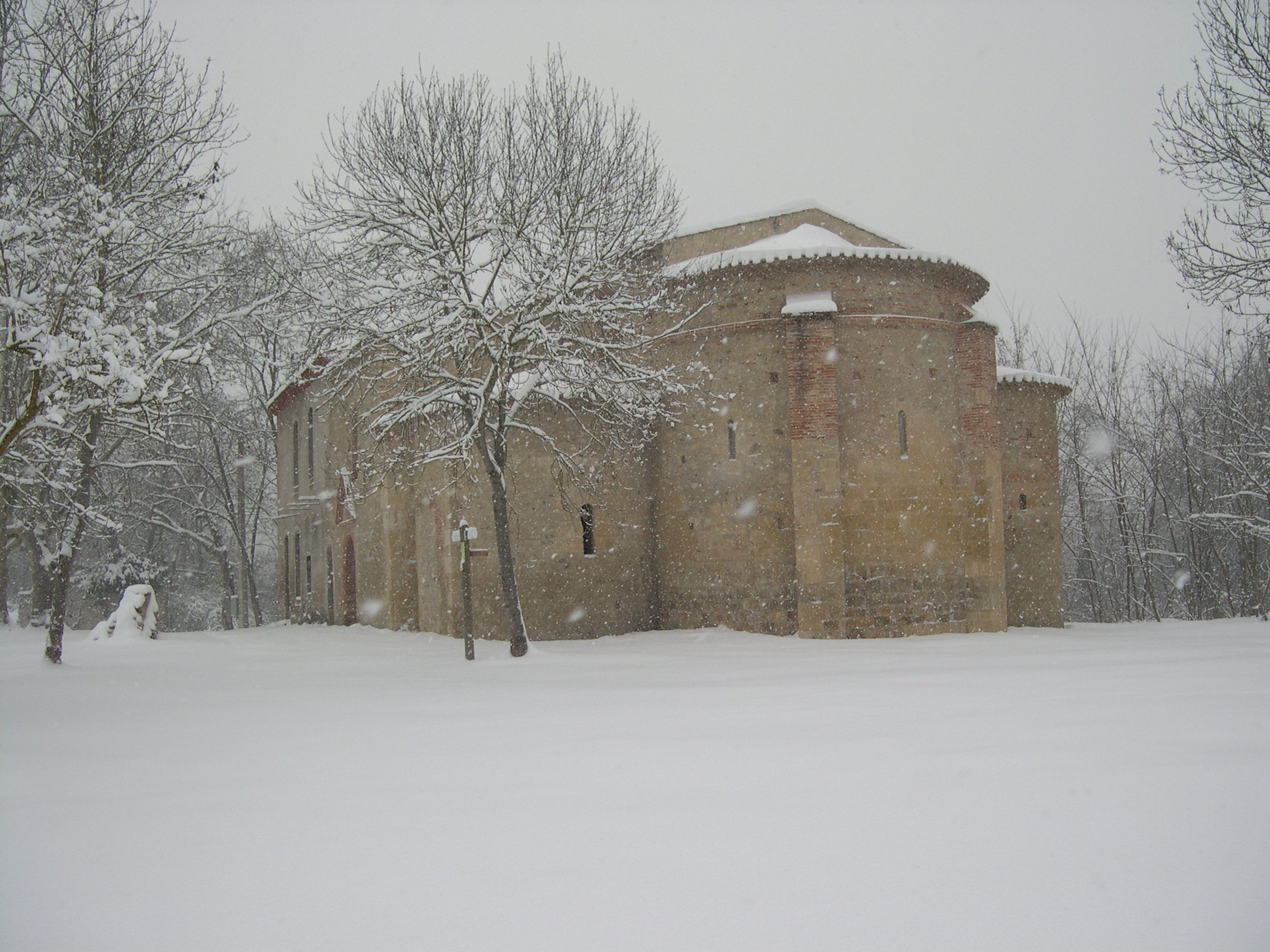
L'abbazia di Cailloup, edificata nella prima metà del XII secolo.

La diocesi di Pamiers (in latino: Dioecesis Apamiensis) è una sede della Chiesa cattolica in Francia suffraganea dell'arcidiocesi di Tolosa. Nel 2021 contava 106.735 battezzati su 153.153 abitanti. È retta dal vescovo Benoît Gschwind, A.A.
Dal 1910 ai vescovi di Pamiers è concesso di portare il titolo di "vescovi di Couserans e di Mirepoix" (Couseranensis et Mirapicensis).

## Territorio
La diocesi comprende il dipartimento francese dell'Ariège, ad eccezione del cantone di Quérigut.
Sede vescovile è la città di Pamiers, dove si trova la cattedrale, dedicata a sant'Antonino di Pamiers. A Mirepoix e a Saint-Lizier si trovano le ex cattedrali, dedicate rispettivamente a San Maurizio e a San Licerio.
Il territorio si estende su 4.890 km² ed è suddiviso in 304 parrocchie, raggruppate in 5 decanati: Foix, Pamiers, Alto Ariège, Pays d'Olmes-Mirepoix e Couserans.

## Storia
La diocesi fu eretta il 23 luglio 1295 con la bolla Romanus Pontifex di papa Bonifacio VIII, ricavandone il territorio dalla diocesi di Tolosa. Inizialmente era suffraganea dell'arcidiocesi di Narbona.
La primitiva sede episcopale era l'abbazia di Sant'Antonino, nei pressi di Pamiers, le cui origini sono ignote, ma che era attestata già nel X secolo. In essa erano conservate le reliquie di sant'Antonino. Primo vescovo della diocesi fu Bernard Saisset, ultimo abate di Sant'Antonino, che poté prendere possesso della sua sede solo nel 1297.
In origine la diocesi era molto vasta e questo aveva suscitato le rimostranze dell'arcivescovo di Tolosa. Papa Clemente V, con la bolla Iustitia et pax del 3 agosto 1308, ridusse di due terzi il primitivo territorio diocesano.
L'11 luglio 1317 cedette porzioni del suo territorio a vantaggio dell'erezione della diocesi di Mirepoix e contestualmente divenne suffraganea dell'arcidiocesi di Tolosa.
Il vescovo Jacques Fournier, futuro papa Benedetto XII, istituì il tribunale diocesano dell'inquisizione, che fu attivo dal 1318 al 1325, per combattere gli ultimi resti dell'eresia catara.
Verso la fine del XV secolo la cattedrale diocesana fu trasferita dall'abbazia di Sant'Antonino alla chiesa di Sainte-Marie du Mercadal, all'interno della città, che fu dedicata a Sant'Antonino.
Nel 1557 il vescovo Jean de Barbançon si dimise e si convertì al calvinismo, che il suo successore Robert de Pellevé proverà a contrastare con l'ausilio dei gesuiti. Tuttavia la città rimase in mano ai calvinisti fino al 1628 quando fu conquistata con la forza dalle truppe reali.
L'opera di ricostruzione morale, spirituale e materiale della città, dopo le distruzioni protestanti, si deve soprattutto al vescovo François-Etienne de Caulet, che intraprese una serie di visite pastorali e di sinodi diocesani, ed istituì le conférences per l'istruzione religiosa del clero e del popolo.
Nello stesso periodo tuttavia Pamiers divenne un centro di sostegno delle idee gianseniste e gallicane, grazie soprattutto ai suoi vescovi, tra cui lo stesso Caulet e il suo successore Jean-Baptiste de Verthamon. È in questo contesto che due vescovi, François d'Anglure de Bourlemont e François de Camps, nominati dal re, non ottennero le bolle di nomina da parte del papa.
Nel 1789 il vescovo Charles-César-Louis d'Agoult de Bonneval dovette fuggire in Svizzera a causa della Rivoluzione. Successivamente riparò in Inghilterra.
In seguito al Concordato con la bolla Qui Christi Domini di papa Pio VII del 29 novembre 1801 la diocesi fu soppressa e il suo territorio fu incorporato in quello dell'arcidiocesi di Tolosa. Nel 1817 ci fu un primo tentativo di restaurare la diocesi, che tuttavia non andò in porto. Il 6 ottobre 1822 la diocesi è stata definitivamente ristabilita con la bolla Paternae charitatis del medesimo papa Pio VII, ricavandone il territorio dall'arcidiocesi di Tolosa.
Dall'11 marzo 1910 ai vescovi di Pamiers fu concesso di portare il titolo delle diocesi soppresse di Mirepoix e di Couserans.

## Cronotassi dei vescovi
Si omettono i periodi di sede vacante non superiori ai 2 anni o non storicamente accertati.
- Bernard Saisset, O.S.B. † (23 luglio 1295 - 1312 deceduto)
- Pilfort de Rabastens, O.S.B. † (17 gennaio 1312 - 16 marzo 1317 nominato vescovo di León)
- Jacques Fournier, O.Cist. † (19 marzo 1317 - 3 marzo 1326 nominato vescovo di Mirepoix poi eletto papa con il nome di Benedetto XII)
- Dominique Grenier, O.P. † (3 marzo 1326 - circa 1347 deceduto)
- Arnaud de Villemur, C.R.S.A. † (13 febbraio 1348 - 17 dicembre 1350 dimesso)
- Guillaume † (4 gennaio 1351 - ? deceduto)
- Guillaume d'Espagne, O.S.B. † (4 febbraio 1366 - 6 giugno 1371 nominato vescovo di Comminges)
- Raymond d'Accone, O.E.S.A. † (6 giugno 1371 - dopo ottobre 1379 deceduto)
- Bertrand d'Ornésan † (13 marzo 1380 - dopo il 1422 deceduto)
- Jean de Forto † (20 settembre 1424 - 15 dicembre 1430 nominato vescovo di Tarbes)
- Gérard de La Bricoigne, O.Cist. † (20 dicembre 1430 - 16 aprile 1434 nominato vescovo di Saint-Pons-de-Thomières)
- Jean Mellini † (16 aprile 1434 - dopo il 29 aprile 1460 deceduto)
- Barthélemy d'Artiguelouve † (11 aprile 1461 - 1467 deceduto)
- Paschal Dufour † (2 settembre 1467 - 29 gennaio 1483 deceduto)
  - Sede vacante (1483-1487)
- Pierre de Castelbajac † (19 ottobre 1487 - 1497 deceduto)
- Mathieu d'Artiguelouve † (21 maggio 1498 - circa 1514 deceduto)[4]
  - Amanieu d'Albret † (15 maggio 1514 - 18 agosto 1514 dimesso) (amministratore apostolico)
- Charles de Gramont, O.S.A. † (18 agosto 1514 - 25 giugno 1515 nominato vescovo di Couserans)
  - Amanieu d'Albret † (25 giugno 1515 - 20 dicembre 1520 deceduto) (amministratore apostolico, per la seconda volta)
- Jean Dupin † (27 dicembre 1520 - 22 dicembre 1522 nominato vescovo di Rieux)
- Bertrand de Lordat † (14 settembre 1524 - dopo il 1538 dimesso)
- Jean de Barbançon † (8 agosto 1544 - ? dimesso)
- Robert de Pellevé † (15 dicembre 1553 - 1579 deceduto)
  - Sede vacante (1579-1583)
- Bertrand du Perron † (4 maggio 1583 - 5 giugno 1605 deceduto)
- Joseph d'Esparbès de Lussan † (19 dicembre 1605 - 5 dicembre 1625 deceduto)
- Henri de Sponde † (20 luglio 1626 - 25 febbraio 1641 dimesso)
- Jean de Sponde † (25 febbraio 1641 succeduto - 31 marzo 1643 deceduto)
  - François Bosquet † (1643 - 1643 dimesso) (vescovo eletto)
- François-Etienne de Caulet † (16 gennaio 1645 - 7 agosto 1680 deceduto)
  - François d'Anglure de Bourlemont † (1680 - 1685) (vescovo eletto)
  - François de Camps † (1685 - 1693) (vescovo eletto)
- Jean-Baptiste de Verthamon † (9 novembre 1693 - 20 marzo 1735 deceduto)
- François-Barthélemi de Salignac de La Mothe-Fénelon † (19 dicembre 1735 - 16 giugno 1741 deceduto)
- Henri-Gaston de Lévis-Leran † (20 dicembre 1741 - prima del 28 gennaio 1787 deceduto)
- Charles-César-Louis d'Agoult de Bonneval † (23 aprile 1787 - 29 novembre 1801 dimesso)
  - Sede soppressa (1801-1822)
- Louis-Charles-François de La Tour-Landorte † (16 maggio 1823 - 11 gennaio 1835 deceduto)
- Gervais-Marie-Joseph Ortric † (24 luglio 1835 - 12 novembre 1845 deceduto)
- Guy-Louis-Jean-Marie Alouvry † (16 aprile 1846 - 8 marzo 1856 dimesso)
- Jean-François-Augustin Galtier † (16 giugno 1856 - 29 giugno 1858 deceduto)
- Jean-Antoine-Auguste Bélaval † (27 settembre 1858 - 4 febbraio 1881 deceduto)
- Pierre-Eugène Rougerie † (13 maggio 1881 - 20 febbraio 1907 deceduto)
- Martin-Jérôme Izart † (31 maggio 1907 - 9 maggio 1916 nominato arcivescovo di Bourges)
- Pierre Marceillac † (19 agosto 1916 - 10 giugno 1947 deceduto)
- Félix Guiller † (29 settembre 1947 - 10 aprile 1961 dimesso[5])
- Maurice-Mathieu-Louis Rigaud † (18 settembre 1961 - 16 aprile 1968 nominato arcivescovo di Auch)
- Henri Lugagne-Delpon † (31 maggio 1968 - 15 dicembre 1970 deceduto)
- Léon-Raymond Soulier † (22 giugno 1971 - 9 luglio 1987 nominato vescovo coadiutore di Limoges)
- Albert-Marie Joseph Cyrille de Monléon, O.P. † (5 agosto 1988 - 17 agosto 1999 nominato vescovo di Meaux)
- Marcel Germain Perrier † (16 maggio 2000 - 24 giugno 2008 ritirato)
- Philippe Mousset (8 gennaio 2009 - 18 giugno 2014 nominato vescovo di Périgueux)
- Jean-Marc Eychenne (17 dicembre 2014 - 14 settembre 2022 nominato vescovo di Grenoble-Vienne)
- Benoît Gschwind, A.A., dal 28 ottobre 2023

## Statistiche
La diocesi nel 2021 su una popolazione di 153.153 persone contava 106.735 battezzati, corrispondenti al 69,7% del totale.
| anno | popolazione | popolazione | popolazione | presbiteri | presbiteri | presbiteri | presbiteri                | diaconi | religiosi | religiosi | parrocchie |
| anno | battezzati  | totale      | %           | numero     | secolari   | regolari   | battezzati per presbitero | diaconi | uomini    | donne     | parrocchie |
| ---- | ----------- | ----------- | ----------- | ---------- | ---------- | ---------- | ------------------------- | ------- | --------- | --------- | ---------- |
| 1950 | 141.160     | 145.956     | 96,7        | 202        | 202        |            | 698                       |         |           | 19        | 343        |
| 1970 | 130.000     | 138.400     | 93,9        | 145        | 144        | 1          | 896                       |         | 1         | 118       | 335        |
| 1980 | 131.400     | 139.500     | 94,2        | 109        | 99         | 10         | 1.205                     | 1       | 10        | 100       | 303        |
| 1990 | 130.000     | 135.000     | 96,3        | 91         | 83         | 8          | 1.428                     | 3       | 16        | 93        | 304        |
| 1999 | 100.000     | 138.000     | 72,5        | 68         | 64         | 4          | 1.470                     | 6       | 8         | 97        | 313        |
| 2000 | 100.000     | 136.500     | 73,3        | 63         | 60         | 3          | 1.587                     | 6       | 4         | 124       | 313        |
| 2001 | 100.000     | 138.500     | 72,2        | 59         | 57         | 2          | 1.694                     | 6       | 2         | 115       | 313        |
| 2002 | 99.500      | 137.200     | 72,5        | 59         | 57         | 2          | 1.686                     | 7       | 2         | 111       | 313        |
| 2003 | 99.500      | 137.200     | 72,5        | 61         | 58         | 3          | 1.631                     | 7       | 3         | 110       | 313        |
| 2004 | 99.350      | 138.500     | 71,7        | 59         | 56         | 3          | 1.683                     | 9       | 3         | 103       | 313        |
| 2013 | 107.400     | 154.546     | 69,5        | 46         | 42         | 4          | 2.334                     | 13      | 4         | 76        | 304        |
| 2016 | 112.200     | 159.700     | 70,3        | 44         | 39         | 5          | 2.550                     | 11      | 5         | 71        | 304        |
| 2019 | 106.350     | 152.620     | 69,7        | 26         | 26         |            | 4.090                     | 12      |           | 59        | 304        |
| 2021 | 106.735     | 153.153     | 69,7        | 21         | 21         |            | 5.082                     | 12      |           | 49        | 304        |